# Alfenz
Die Alfenz (insbesondere am Oberlauf auch Alfenzbach) ist der etwas über 26 Kilometer, mit seinem linken Oberlauf Rauzbach zusammen etwa 31 Kilometer lange Hauptfluss des Klostertals, der im vorarlbergischen Bezirk Bludenz verläuft. Sie ist ein östlicher und rechter Zufluss der Ill.

## Name
Der Name leitet sich von der keltischen Namensform *Albantiā ab und hat die Bedeutung 'reich an weißem Wasser'.

## Geographie

### Verlauf
Die Alfenz entsteht bei Stuben auf einer Höhe von 1386,3 m ü. A. aus dem Zusammenfluss von Flexenbach und Rauzbach.  Auf einer Länge von ca. 26 km fließt sie  in westlicher Richtung von Stuben nach Bludenz und mündet schließlich 3,5 km vor der Stadt auf einer Höhe von 574,44 m ü. A. von rechts in die Ill.

### Zuflüsse
(Vom Ursprung bis zur Mündung. Namen und Längen (auf eine Nachkommastelle gerundet) nach dem  Vorarlberg Atlas)
- Rauzbach (linker Quellbach, Hauptstrang), 4,6 km
- Stubenbach (Flexenbach) (rechter Quellbach, Nebenstrang), 4,3 km
- Sackbach (links), 3,0 km
- Hoppalandbach (links), 1,6 km
- Toggitobelbach (links), 1,1 km
- Moosbach (links), 2,0 km
- Innerer Passürtobelbach (rechts), 1,4 km
- Äußerer Passürtobelbach (rechts), 1,4 km
- Langenertobelbach (links), 1,4 km
- Benediktentobelbach (rechts), 1,1 km
- Albonabach (links), 3,5 km
- Fuchslochtobelbach (rechts), 1,0 km
- Simastobelbach (rechts), 1,0 km
- Großtobelbach (rechts), 1,9 km
- Nenzigastbach (links), 7,3 km
- Wäldletobelbach (rechts), 3,8 km
- Blümpisbach (links), 1,1 km
- Blümpiszug (links), 0,2 km
- Angertöbele (links), 0,8 km
- Sandbach (rechts), 0,7 km
- Wildentobelbach (rechts), 0,8 km
- Drecktobelbach (links), 0,9 km
- Christastöbelebach (rechts), 0,9 km
- Danöfentobel (rechts), 0,7 km
- Vermalentobelbach (links), 3,2 km
- Spreubach  (rechts), 5,6 km (mit Alpbach 8,6 km)
- Glongbach (Glongtobel) (rechts), 4,7 km
- Riedtobelbach (links), 1,8 km
- Stelzistobelbach (rechts), 2,4 km
- Annatobelbach (rechts), 1,6 km
- Ursprungbach (rechts), 0,6 km
- Bärentobelbach (links), 1,6 km
- Radonatobelbach (rechts), 4,5 km
- Mühletobelbach (rechts), 1,4 km
- Klemmetobelbach (links), 2,3 km
- Gipsbruchtobel(bach) (rechts), 1,0 km
- Valetschistobel(bach) (links), 0,9 km
- Mühlbach (links), 0,7 km
- Gurtentobelbach (links), 1,2 km
- Grüttobel(bach) (links), 1,3 km
- Winklertobelbach (links), 1,5 km
- Muttentobelbach (rechts), 1,9 km
- Hölltobelbach (rechts), 2,4 km
- Rotrüfetobel(bach) (links), 2,1 km
- Schmiedetobelbach (rechts), 4,6 km
- Fallbach (links), 1,6 km
- Schanatobelbach (rechts), 2,0 km
- Gastelltobelbach (links), 1,1 km
- Prademehlbach (links), 2,4 km
- Masonbach (rechts), 4,1 km
- Grenztobel(bach) (links), 1,4 km
- Garnilatobel(bach) (links), 1,5 km
- Mühletobel(bach) (rechts), 3,5 km
- Garnilarißtobel(bach) (links), 1,2 km
- Inner Schorenrißtobel(bach) (links), 1,2 km
- Außer Schorenrißtobel(bach) (links), 1,1 km
- Almeintobelbach (rechts), 3,0 km
- Zimmerrißtobel(bach) (links), 0,9 km
- Leuirisstobel(bach) (links), 1,1 km
- Langrißtobel(bach) (links), 1,4 km
- Brunnenrißtobel(bach) (links), 0,6 km
- Spannerbach (rechts), 0,9 km (mit Äußeres Grubsertobel(bach) 3,5 km)
- Kalkrisstobel(bach) (links), 0,8 km
- Sterchlistobel(bach) (links), 1,5 km
- Zalumertobelbach (links), 0,3 km

### Orte
Größere Orte am Fluss sind
- Klösterle
- Dalaas
- Innerbraz
- die Bludenzer Ortsteile Ausserbraz, Radin, Bings und Brunnenfeld

## Wasserhaushalt
Infolge des Baues des Spullersee-Kraftwerkes in den 1920er Jahren erhält die Alfenz durch eine künstlich angelegte Überleitung seither auch Wasser vom im Einzugsgebiet des Lechs liegenden Zürser See. Da die nördliche Staumauer des Spullersees das Wasser des Spullerbachs zurückhält, wird ein Teil des Wassers dieses Baches, das ehemals in Lech und Donau floss, für die Bahnstromgewinnung zur Alfenz umgeleitet.

## Wirtschaft und Verkehr

### Wirtschaftliche Nutzung
Die illwerke vkw AG nutzt das Wasser der Alfenz zwischen Stuben und Danöfen zur Stromerzeugung im Kraftwerk Klösterle. Um die ökologische Funktionsfähigkeit der betroffenen Gewässer zu gewährleisten, erfolgt eine Dotierwasserabgabe. 

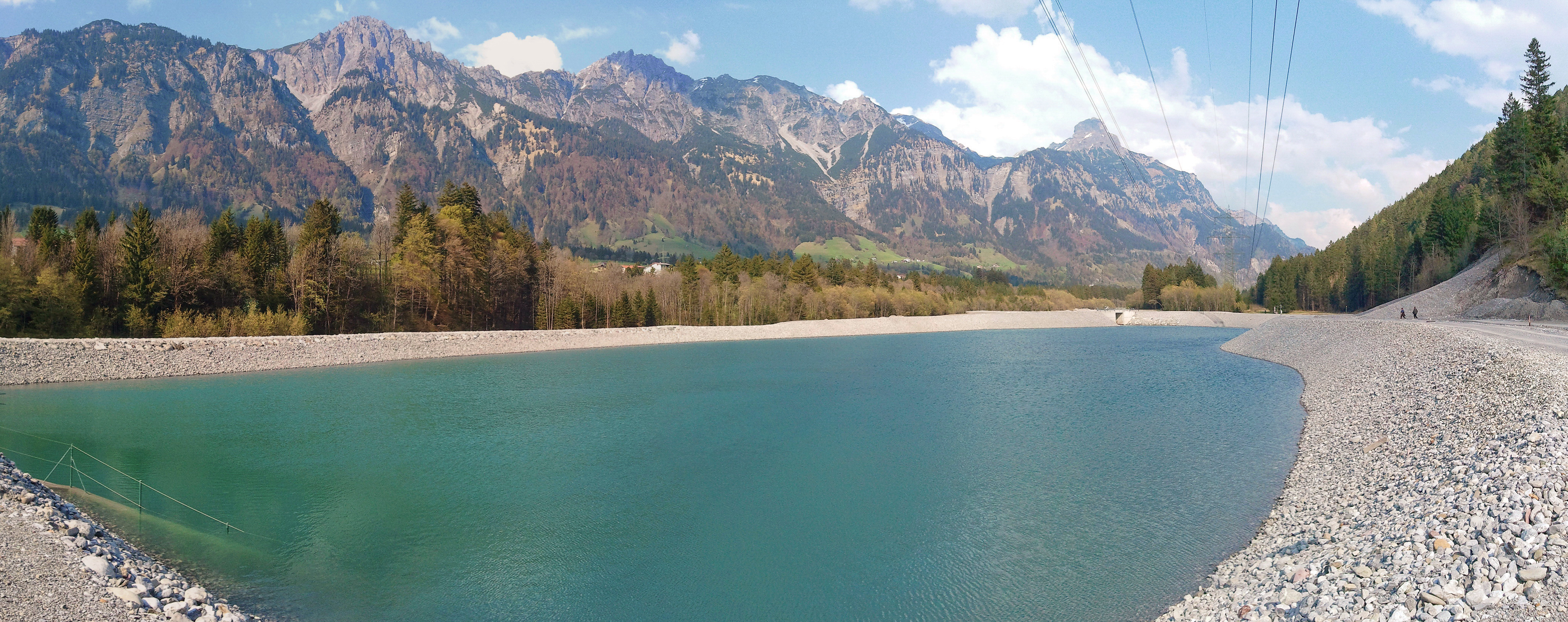
Das Alfenzkraftwerk mit Seitenspeicher in Radin

Das wenige hundert Meter vor der Mündung der Alfenz in die Ill arbeitende Alfenzkraftwerk nutzt das Gefälle im Unterlauf. Auch dort führt die Alfenz bei Betrieb des Kraftwerks nur Restwasser.
Weiterhin wollten die ÖBB das im Bahnstromkraftwerk Braz abgearbeitete Wasser in einem am Seitenspeicher Radin vorgesehenen Laufwasserkraftwerk mit 4,34 MW Engpassleistung nutzen, gaben diese Pläne aber vorerst auf. Eine Realisierung hätte einen massiven Eingriff in den Wasserhaushalt des parallel dazu liegenden, etwa 3 km langen, letzten, nahezu naturbelassenen Abschnittes der Alfenz bedeutet.

### Verkehr
Parallel zur Alfenz verlaufen die Arlbergbahn, die L 97 und die S 16.